# Thomas Coram
Thomas Coram (vers 1668 — 29 mars 1751) est un capitaine de navire et un philanthrope britannique, fondateur du Foundling Hospital de Londres, le premier établissement du pays destiné à recueillir, soigner et éduquer les orphelins.

## Biographie

### Origines et débuts dans les Colonies
Thomas Coram est né vers 1668 à Lyme Regis, ville côtière du Dorset (Angleterre). Son père est vraisemblablement un capitaine de navire. Thomas prend la mer dès l'âge de 11 ans et n'a jamais reçu d'éducation scolaire. En 1694, il s'installe à Dighton, près de Taunton dans le Massachusetts, et y vit une dizaine d'années, occupé à construire un chantier naval. 
En 1700, il épouse Eunice Waite et vivra quarante ans avec elle, sans avoir eu d'enfants.
Le 8 décembre 1703, il offre à la ville de Taunton une terre de 24 ha destinée à la création d'une école. Il offre également à cette ville des ouvrages. Le document notarié précise que Coram vit à Boston et parfois à Taunton.

### Retour à Londres
En 1704, âgé de 36 ans, il revient à Londres, s'activant auprès du Parlement afin que l'on donne une prime sur l'importation de goudron de calfatage des Treize colonies. Durant la Guerre de succession d'Espagne, il commande un navire marchand et acquiert le titre de capitaine. En 1712, il joue un rôle au sein de Trinity House, une association privée située à Deptford, qui souhaite développer des actions caritatives. En 1717, il promeut sans succès l’idée de fonder une colonie appelée « Géorgie » dans ce qui est aujourd’hui l'État du Maine, mais en tant qu'entreprise philanthropique. En 1719, il se retrouve bloqué au large de Cuxhaven, alors qu'il se rendait à Hambourg à bord du Sea Flower ; le navire fut pillé par les habitants du coin.
Il obtient ensuite le vote d'une loi au Parlement qui lève l'interdiction de transactions avec l'Allemagne et les Pays-Bas. En 1732, il est nommé l'un des administrateurs de la colonie de Géorgie, alors fondée par James Oglethorpe. En 1735, il propose un plan pour envoyer des artisans anglais sans travail en Nouvelle-Écosse.
Coram était connu à Londres pour son bel esprit. Horace Walpole qui le rencontra en en avril 1735, l'appelait « la personne la plus honnête, la plus désintéressée et la plus au courant des plantations [des colonies] qu'il ait rencontré ». 

### Le Foundling Hospital
Coram vit à cette époque à Rotherhithe, à plus de 6 km au sud-est de Londres. Sur la route, il voit très souvent des enfants livrés à eux-mêmes. Il entreprend de porter lui-même un projet d'orphelinat et obtient du roi Georges II une charte en 1739, qui permet de réunir de nombreuses sommes d'argent, sous forme de donations privées. Coram organise de nombreux événements culturels pour remercier ses donateurs et aussi attirer de potentielles familles adoptives : concerts, ventes d'objets d'art, spectacles. Parmi les artistes invités, William Hogarth, qui exécute le portrait de Coram en 1740 et l'offre au Foundling Hospital ; on compte aussi Georg Friedrich Haendel qui y produit des pièces musicales.

### Dernières années
Coram s'est investi dans l'administration de cette fondation jusqu'au bout. Cependant, en 1742, les membres du conseil d'administration lui en retire la direction. On suppose qu'il était en désaccord avec eux, mais on ignore exactement sur quoi. Cette époque correspond à la mort de son épouse. Il semble qu'ensuite il néglige de s'impliquer d'avantages dans les affaires. Pudique et totalement désintérésé, il cache à ses amis qu'il est en réalité tombé dans une grande pauvreté. Hogarth, Richard Brocklesby, Samuel Johnson et bien d'autres comme Frédéric de Galles, font alors en sorte de lui venir en aide et on lui alloue le 20 mars 1749 une pension annuelle de 161 £.
Coram meurt le 29 mars 1751, âgé de 83 ans, et il est enterré le 3 avril suivant dans la chapelle du Foundling Hospital. Une épitaphe a été gravée sur sa pierre tombale. Plus tard, à quelques mètres, une statue en bronze le représentant a été élevée, œuvre de William Calder Marshall (1813-1894).